# Dalmau Moner
Dalmau Moner také Dalmacio (1291, Santa Coloma de Farners – 24. září 1341, Girona) byl španělský římskokatolický kněz a řeholník Řádu bratří kazatelů. Katolická církev ho uctívá jako blahoslaveného.

## Život
Narodil se roku 1291 do bohaté rodiny ve Santa Coloma de Farners v Katalánsku. Studoval v augustiniánském klášteře Sant Pere Cercada nedaleko jeho rodiště a následně byl poslán do Hodiny studovat svobodná umění. Aby zaplatil školné, dával soukromé hodiny ve městě a mezi jeho žáky byl Pedro Sierra, který se měl stát uznávaným právníkem.
V Gironě se dostal do kontaktu s Dominikány. Roku 1308 odešel studovat logiku do Montpellier. Roku 1310 se vrátil do Girony, kde v klášteře svatého Dominika vyučoval a pokračoval ve studiu logiky a teologie. Roku 1314 odešel studoval filosofii do Valencie, později do Barcelony a nakonec zpět do Montpellier. Získal titul doktora teologie. Mezitím už vyučoval logiku v jiných dominikánských klášterech – v Castelló d'Empúries, Tarragoně, La Seu d'Urgell a Cerveře. Roku 1314 vstoupil také k Dominikánům.
Jako řeholním se vyznačoval přísným dodržováním řehole. Stal se také mistrem noviců. Jako novicmistr působil také v Castelló d'Empúries (1317-1318), Manrese (1318, 1322), Cerveře (1319, 1329) a Balagueru (1331).
Dalmau v upřednostňoval kontemplativní život před evangelizací, chopil se každé příležitosti aby odešel k modlitbě a činil pokání. Zejména v posledních čtyřech letech života praktikoval slib půstu. Roku 1336 získal povolení odejít k poustevnickému životu v jeskyni San Maddalena v Saint-Maximin-la-Sainte-Baume. Po několika měsících si ho vyžádal v Gironě, kde se usadil v jeskyni poblíž kláštera, kde zemřel 24. září 1341 ve věku 50 let.

## Kult
Ještě naživu byl považován za svatého. Vypráví se o podivuhodných udalostích, které se stali po jeho přímluvě.
Dne 13. srpna 1721 papež Inocenc XIII. potrvdil kult jeho úcty a byl prohlášen za blahoslaveného.
Je spolupatronem města Girona.
Roku 1835 byly jeho ostatky přeneseny do katedrály v Gironě. Roku 1951 se dominikáni vrátily do Girony. Jeho ostatky umístily pod oltáře do kostela Nejsvětějšího srdce Ježíšova.